# Кораловий берег

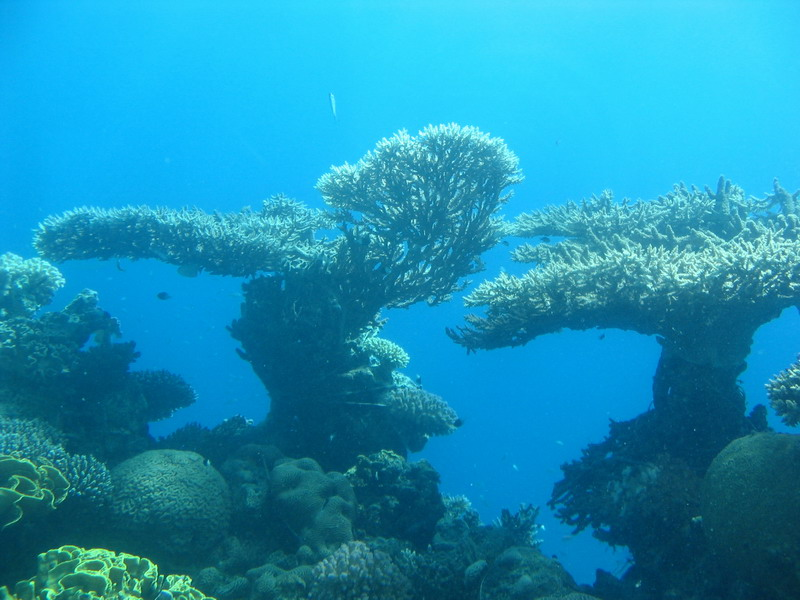
Вид з Ейлатского підводної обсерваторії.

Заповідник «Кораловий берег» (ивр. ‏חוף האלמוגים‏‎‎‎ — «Хоф Альмогим») — охороняєма ділянка Червоного моря.
Розташований в територіальних водах Ізраїлю. Ейлатський кораловий риф, що тягнеться на 1200 метрів уздовж берега моря, є єдиним в Ізраїлі. Кораловий риф знаходиться в 20 м від берега, в неглибокій лагуні, і є одним з найпівнічніших рифів у світі. Він складається з однієї стіни коралів, що спускається на глибину 3-4 метрів, за якою розстилається піщана смуга з двома величезними скелями, і ще однієї коралової стіни — прямовисній, що йде на глибину близько 35 метрів.
У водах рифа налічується близько 270 видів коралів, що є притулком щонайменше для 2500 видів морської фауни (частина з них ендемічні).
У районі Коралового рифа є кілька місць, доступних любителям підводного плавання: скелі Ісус і Мойсей, до яких можна дістатися по мосту в північній частині заповідника, і «Японські сади» в південній частині, що тягнуться на 500 метрів в довжину і йдуть в глибину двома ступенями, які є найбільшим і найбільш охоронюваним місцем для підводного плавання в Ейлаті. Оскільки кораловий риф — це досить складна і чутлива екосистема, в заповіднику суворо стежать за кількістю нирців на території рифа і виконанням всіх правил, що підтримують екологічний баланс.